# Sassen-Trantow
Sassen-Trantow es un municipio situado en el distrito de Pomerania Occidental-Greifswald, en el estado federado de Mecklemburgo-Pomerania Occidental (Alemania), a una altitud de 15 metros. Su población a finales de 2016 era de 900 habs. y su densidad poblacional, 20 hab/km².
Se encuentra ubicado al norte del distrito, junto a la frontera con el distrito de Pomerania Occidental-Rügen.